# Marian Borzemski
Marian Konstanty Borzemski herbu Jelita (ur. 21 lipca 1894 w Stanisławowie, zm. 12 listopada 1959 w Limanowej) – polski strzelec, olimpijczyk z igrzysk w Paryżu (1924), kapitan piechoty Wojska Polskiego.

## Życiorys
Urodził się 21 lipca 1894 Stanisławowie. Był synem Józefa i Katarzyny Thym. W 1906 rozpoczął naukę w szkole realnej w Stanisławowie. Naukę kontynuował we Lwowie. 14 grudnia 1915 zdał wojenny egzamin dojrzałości w C. K. II Szkole Realnej we Lwowie. W latach 1917–1920 studiował na Wydziale Mechanicznym Politechniki Lwowskiej.

### Kariera wojskowa
16 sierpnia 1915 został wcielony do armii austriackiej. Podczas służby ukończył szkołę oficerską w Ostrawie. 1 listopada 1918 zgłosił się na ochotnika do Wojska Polskiego . Został zweryfikowany na stopień porucznika i został oficerem zawodowym. W za czyny bojowe podczas wojny polsko-bolszewickiej został odznaczony Krzyżem Walecznych . W latach 1918–1922 pełnił służbę w 14 pułku piechoty. A w latach 1922–1927 w 19 pułku piechoty. Został awansowany na kapitana ze starszeństwem z dniem 1 stycznia 1928 roku w korpusie oficerów piechoty. W 1932 pełnił służbę w Szkole Podchorążych Rezerwy Piechoty w Zambrowie.

### Kariera sportowa
Strzelectwo sportowe zaczął uprawiać na początku lat dwudziestych. W tym okresie należał do najlepszych strzelców w Wojsku Polskim. Wielokrotnie odnosił sukcesy na zawodach oficerskich o mistrzostwo VI Okręgu Korpusu, a także w zawodach ogólnopolskich. W 1924 odniósł zwycięstwo na mistrzostwach Polski we Lwowie w konkurencji strzelania z karabinka dowolnego na 300 m z trzech pozycji ustanawiając rekord Polski wynikiem 157 pkt na 300 możliwych. Wówczas został też wicemistrzem Lwowa. W tym samym roku wystartował w Letnich Igrzyskach Olimpijskich w 1924 w Paryżu. Trzykrotnie uczestniczył w mistrzostwach świata (Mistrzostwa Świata w Strzelectwie 1924, 1927 i 1929). W 1927, na mistrzostwach świata w strzelaniu, zdobył brązowy medal w konkurencji: karabin standard 3 × 20 strzałów na 300 m. W drużynowym konkursie z broni krótkiej zajął 7. miejsce, a drużynowym konkursie z broni długiej 9. miejsce. W zawodach drużynowych uzyskał największą liczbę punktów w drużynie (101). W 1936 na skutek postrzału podczas polowania stracił lewą nogę. Pomimo wypadku zajmował się strzelectwem startował w zawodach sportowych.

### Wojna i dalsze losy
Podczas kampanii wrześniowej był kapitanem służby pozaliniowej. Następnie do 1944 przebywał we Lwowie gdzie pracował jako magazynier. latem 1944 przyjechał do Limanowej i osiadł tam na stałe. Pracował w Komitecie Opieki Społecznej. W 1950 uzyskał uprawnienia emerytalne za służbę w Wojsku Polskim. Zmarł 12 listopada 1959 w Limanowej i został tam pochowany na miejscowym cmentarzu.

## Ordery i odznaczenia
- Krzyż Walecznych (1921)[8]
- Srebrny Krzyż Zasługi (19 marca 1931)[9]